# トム・クルーズ/栄光の彼方に
『トム・クルーズ/栄光の彼方に』（原題: All the Right Moves）は、1983年のアメリカ映画。日本では劇場未公開でビデオスルーとなった。

## ストーリー
アメリカ合衆国ペンシルベニア州にある小さな田舎町。高校生のステフは、鉄工所しかないこの町から早く抜け出そうと考えていた。しかし、そのためにはアメリカンフットボールの試合で結果を出し、奨学金を貰って大学に行くしかなかった。だが、彼は大事な試合に敗北してしまい、それが原因でコーチとも仲違いしてしまう。

## キャスト
| 役名         | 俳優                    | 日本語吹替                                                                  |
| 役名         | 俳優                    | 日本テレビ版                                                                |
| ------------ | ----------------------- | --------------------------------------------------------------------------- |
| ステフ       | トム・クルーズ          | 錦織一清                                                                    |
| リサ         | リー・トンプソン        | 松本梨香                                                                    |
| ニッカーソン | クレイグ・T・ネルソン   | 小川真司                                                                    |
| ポップ       | チャールズ・シオフィ    | 内田稔                                                                      |
| グレッグ     | ゲイリー・グレアム      | 大滝進矢                                                                    |
| サルヴッチ   | ポール・カラフォテス    | 大塚芳忠                                                                    |
| ブライアン   | クリストファー・ペン    | 田中秀幸                                                                    |
| スージー     | サンディ・ファイソン    | 宗形智子                                                                    |
| ボスコ       | ジェームズ・A・バフィコ | 阪脩                                                                        |
| シャドー     | レオン・ロビンソン      | 堀内賢雄                                                                    |
| トレイシー   | ペイジ・プライス        | 水谷優子                                                                    |
| シャーロット | デブラ・ヴァーナード    | 安達忍                                                                      |
| スミス       | テレンス・オクィン      | 難波圭一                                                                    |
| その他       | N/A                     | 朝戸鉄也 安西正弘 小野健一 掛川裕彦 磯辺万沙子 鷹森淑乃 滝沢久美子 有本欽隆 |
|              |                         |                                                                             |
| 演出         |                         | 田島荘三                                                                    |
| 翻訳         | （字幕版）森本務        | 川本燁子                                                                    |
| 調整         |                         | 近藤勝之                                                                    |
| 効果         |                         | 新音響                                                                      |
| 制作         |                         | コスモプロモーション                                                        |

- 日本テレビ版︰初回放送1991年1月25日『金曜ロードショー』※BD収録、デジタル配信[3]

## スタッフ
- 監督：マイケル・チャップマン
- 製作：スティーヴン・ドイッチ
- 製作総指揮：ゲイリー・モートン
- 脚本：マイケル・ケーン
- 撮影：ヤン・デ・ボン
- 音楽：デヴィッド・キャンベル（作曲家）（英語版）